# Wollanigberg
Der Wollanigberg ist ein 1174 m ü. A. hoher Berg ungefähr zwei Kilometer nördlich des Villacher Stadtteils Oberwollanig im österreichischen Bundesland Kärnten. Der bewaldete Bergrücken zählt zu den Nockbergen.
Der Berg hat mehrere Nebengipfel. Es führt keine Straße auf den Berg, die relativ flachen Süd- und Ostflanken werden aber durch mehrere Forstwege erschlossen. Nach Norden hin fällt der Berg wesentlich steiler zum Krastal, das das Drautal mit dem Gegendtal verbindet, hin ab. Hier und an der Westflanke des Wollanigberges liegen mehrere Steinbrüche, wo der seit der Römerzeit bedeutende Krastaler Marmor abgebaut wird. Die südlichen Ausläufer des Wollanigbergs bei Oberwollanig werden vom westlichen Teil des Oswaldibergtunnels der Tauernautobahn durchquert.